# Csorványfélék
A csorványfélék (Glaphyridae) a rovarok (Insecta) osztályában a bogarak (Coleoptera) rendjébe, azon belül a mindenevő bogarak (Polyphaga) alrendjébe tartozó család. A csoport tagjai általában közepes méretű, ovális alakú, fényes testű bogarak, amelyek különböző élőhelyeken fordulnak elő. Főként virágokon táplálkoznak, nektárt és pollent fogyasztva, de néhány fajuk lárvái bomló szerves anyagokban fejlődnek. A család számos trópusi és mérsékelt éghajlatú régióban elterjedt, és különös figyelmet érdemel az egyes fajok élénk színezete, amely gyakran csillogást mutat.

## Elterjedésük
A csorványfélék világszerte elterjedtek, de legnagyobb fajgazdagságuk a trópusi és szubtrópusi területeken figyelhető meg. Különösen gyakoriak Észak-Afrikában, a Közel-Keleten és Délkelet-Ázsiában, ahol a meleg és száraz éghajlat kedvez az élőhelyeiknek. Néhány fajuk előfordul a mediterrán térségben is, ahol a nyílt, napos élőhelyeket részesítik előnyben, például homokos vagy sziklás területeket, illetve virágokban gazdag réteket.
A mérsékelt égövi fajok általában a tavaszi és nyári hónapokban aktívak, különösen napsütéses időben. A trópusi fajok aktivitása egész évben megfigyelhető, mivel az állandó hőmérséklet és a bőséges táplálékforrások lehetővé teszik folyamatos jelenlétüket. A csorványfélék számos fajának elterjedése azonban gyakran lokális, és többük speciális élőhelyekhez kötött.

## Felépítésük
A csorványfélék testfelépítése tipikusan a bogarak (Coleoptera) rendjére jellemző, de néhány sajátosságuk megkülönbözteti őket más családoktól. Főbb anatómiai jellemzőik a következők:
- Méret és alak: A csorványfélék közepes méretű bogarak, testhosszuk általában 5–15 mm között változik. Testük ovális, enyhén domború, és sok esetben élénk színezetű, gyakran metallikus csillogással.
- Kitinpáncél: Külső váza fényes, sima vagy finoman pontozott. A szárnyfedők (elytrák) szorosan illeszkednek egymáshoz, és a testet teljesen befedik, védve a hátsó hártyás szárnyakat.
- Színeződés: A család tagjai változatos színezettel rendelkeznek. Sok fajuk irizáló fémes színekben pompázik (zöld, kék, arany), ami a fény visszaverődése miatt különösen feltűnővé teszi őket.
- Fej: A fej kicsi, de jól fejlett, rajta egyszerű összetett szemek és rövid, bunkós vagy fésűs csápok találhatók, amelyek érzékszervként és a táplálék megtalálásában játszanak szerepet. A rágószájszerv a virágok nektárjának és pollenének feldolgozására specializálódott.
- Lábak: Erőteljes lábaik alkalmazkodtak a mászáshoz és a növényzeten való mozgáshoz. Az első lábpár gyakran rövidebb, míg a hátsó lábak hosszabbak, ami segíti őket a gyors mozgásban.
- Szárnyak: A szárnyfedők alatt jól fejlett hártyás szárnyak találhatók, amelyek repülésre alkalmasak. A csorványfélék gyakran aktív repülők, különösen napos időben.
- Lárva: A lárvák fehér, görbült testű, hengeres alakú alakok, általában bomló szerves anyagban vagy talajban fejlődnek. Rágóik erőteljesek, és a szerves anyag lebontásában játszanak szerepet.

Ez az alkalmazkodó testfelépítés segíti őket abban, hogy különböző élőhelyeken boldoguljanak és a virágokon hatékonyan táplálkozzanak.

## Életmódjuk
A csorványfélék életmódja változatos, amely szorosan kapcsolódik a virágokhoz és a környezetükben található szerves anyagokhoz. Az életmódjuk főbb jellemzői:

### Táplálkozás
- Imágók: Az imágók elsősorban virágokon táplálkoznak, ahol nektárt és pollent fogyasztanak. Emiatt fontos szerepet játszanak a beporzásban, bár nem kifejezetten specializált beporzók.
- Lárvák: A lárvák bomló szerves anyagokkal, például korhadó növényi maradványokkal, talajban található szerves törmelékkel vagy esetenként állati ürülékkel táplálkoznak. Ez a táplálkozás hozzájárul a lebontó folyamatokhoz és a talaj tápanyagainak újrahasznosításához.

### Aktivitás
- Nappali aktivitás: Az imágók napos időben a legaktívabbak, amikor virágokon láthatók. Gyakran meleg, nyílt területeken fordulnak elő, ahol könnyen hozzáférnek táplálékforrásaikhoz.
- Évszakos jelenlét: A mérsékelt égövi fajok általában tavasszal és nyáron aktívak, amikor a virágok bőségesek, míg a trópusi fajok egész évben megtalálhatók.

### Szaporodás
- Párzás: A párzási időszak alatt az imágók aktívan keresik a megfelelő partnert. Párzás után a nőstények tojásaikat talajba vagy szerves anyagok közé rakják.
- Lárvák fejlődése: A lárvák fejlődése több stádiumon keresztül történik, míg végül bebábozódnak, és kifejlett bogárrá alakulnak.

### Élőhely
- A csorványfélék számos élőhelyen megtalálhatók, például réteken, erdőszéleken, homokos területeken és virágos mezőkön. Az élőhelyek kiválasztásában a bőséges virágforrások és a lárvák számára megfelelő talaj vagy szerves anyag jelenléte a meghatározó.

### Ökológiai szerep
- Beporzás: A virágok látogatása során hozzájárulnak bizonyos növények beporzásához.
- Lebontó szerep: A lárvák tevékenysége segíti a szerves anyagok lebontását és a talaj termékenységének fenntartását.

E sokoldalú életmód biztosítja a csorványfélék fontos ökológiai szerepét a természetes rendszerekben.

## Rendszertani felosztásuk
A csorványfélék (Glaphyridae) rendszertani felosztása a bogarak (Coleoptera) rendjén belül az alábbiak szerint történik:

### Rendszertani besorolás
- Ország: Állatok (Animalia)
- Törzs: Ízeltlábúak (Arthropoda)
- Osztály: Rovarok (Insecta)
- Rend: Bogarak (Coleoptera)
- Alrend: Mindenevő bogarak (Polyphaga)
- Infraordináció: Scarabaeiformia
- Család: Csorványfélék (Glaphyridae)

### Főbb nemzetségek
A csorványfélék családjába több nem tartozik, amelyek között számos faj található. Az alábbiak a legismertebb nemzetségek:
- Glaphyrus
- Lichnanthe
- Eulasia
- Anthypna

### Különlegességek a rendszertanban
- A csorványféléket gyakran összekeverik más, hasonló megjelenésű bogárcsoportokkal, például a virágbogarak (Cetoniidae) tagjaival, mivel mindkét csoport erőteljesen kötődik a virágokhoz.
- A család rendszertani helyzetét a modern molekuláris filogenetikai vizsgálatok is elemzik, amelyek célja a Scarabaeiformia infraordináció pontosabb taxonómiai meghatározása.

### Rendszertani érdekességek
A csorványfélék a Scarabaeiformia infraordinációban külön csoportot alkotnak, de szoros kapcsolatban állnak más Scarabaeoidea szupercsaládokkal, például a ganajtúró bogarakkal (Scarabaeidae). Az elhatárolásukat elsősorban morfológiai és életmódbeli különbségek alapján határozzák meg.
E rendszertani kategorizálás segíti a csoport fajainak azonosítását és biológiai sokféleségének megértését.

## Ismertebb fajok
A csorványfélék családjába számos faj tartozik, amelyek közül néhány különösen ismert vagy érdekes megjelenése, viselkedése, illetve elterjedési területe miatt. Az alábbiakban néhány ismertebb faj szerepel:

### Glaphyrus olympius
- Elterjedés: Mediterrán régió és Közép-Ázsia.
- Jellemzők: Fémes színű, zöld vagy kék árnyalatú test, amely különösen feltűnő a virágokon.
- Érdekesség: Gyakran megfigyelhető homokos, száraz területeken, ahol virágokon táplálkozik.

### Lichnanthe vulpina
- Elterjedés: Észak-Amerika homokos területein.
- Jellemzők: Sárgásbarna színezetű, ovális alakú bogár.
- Érdekesség: Éjszakai aktivitása figyelemre méltó, gyakran lámpafényre repül.

### Eulasia metallescens
- Elterjedés: Dél-Európa és Észak-Afrika.
- Jellemzők: Teste fémes zöld vagy arany színű, szárnyfedőin finom mintázat figyelhető meg.
- Érdekesség: Előszeretettel látogatja a nyílt réteken található virágokat.

### Anthypna variabilis
- Elterjedés: Kelet-Európa és Ázsia.
- Jellemzők: Testszíne általában fekete vagy barna, kisebb méretű, mint a család többi tagja.
- Érdekesség: Lárvái fontos szerepet játszanak a talaj tápanyagainak újrahasznosításában.

### Glaphyrus egregius
- Elterjedés: Közép-Ázsia és a Kaukázus vidéke.
- Jellemzők: Fémes kék vagy zöld szín, amely különösen jól látható napfényben.
- Érdekesség: Egyes populációi a virágok színéhez adaptálódva változatos színekben jelennek meg.

## Fordítás
- Ez a szócikk részben vagy egészben  a   Glaphyridae című norvég Wikipédia-szócikk fordításán alapul.  Az eredeti cikk szerkesztőit annak laptörténete sorolja fel. Ez a jelzés csupán a megfogalmazás eredetét és a szerzői jogokat jelzi, nem szolgál a cikkben szereplő információk forrásmegjelöléseként.